# Гроностай, Вальтер
Вальтер Гроностай (нем. Walter Gronostay; 29 июля 1906, Берлин — 10 октября 1937, Берлин) — немецкий композитор, известный сочинением музыки к фильмам.

## Биография
Родители были родом из восточной Пруссии, о чём свидетельствует фамилия польского происхождения, самостоятельно овладели азами музыки и передали их сыну. Уже в 13-летнем возрасте Вальтер сочинил своё первое музыкальное произведение, а через год начал учиться композиции у Гуго Кауна.
Вскоре после этого стал работать преподавателем музыки, скрипачом в Кройцберге и дирижёром в Кройцбергском оркестре. В возрасте 16 лет учился по классу фортепиано в Берлинской высшей школе музыки. Благодаря стипендии через три года был зачислен на мастер-класс по композиции в Академии искусств.
Его учителем там был Арнольд Шёнберг. Сочинённое им трио для струнных инструментов было с успехом исполнено сначала в 1927 г. Венским струнным квартетом на первом концерте учеников Шёнберга. Вскоре Гроностай написал короткую оперу «За 10 минут», которая в 1928 г. с успехом была поставлена в Баден-Бадене.
После этого Вальтер Гроностай получил должность хорового аккомпаниатора и вспомогательного режиссёра при Немецкой опере. Дальнейший успех принесла ему опера «Убийство» (1929). Молодой композитор в это время столкнулся с жёсткой критикой за свою инновационную атональную музыку. Он сочинял песни, пьесы для фортепиано, оркестровые произведения («Румынские эскизы для оркестра», 1937) и одноактную оперу «Юдифь». В 1932 г. сочинил кантату для духового оркестра с хором «Человек из бетона. Пролетарская баллада» на стихи Гюнтера Вайзенборна и Р. А. Штеммле для Немецкого союза рабочих певцов.
Начиная с 1929 г. он посвятил себя также сочинению музыки для кино. В частности, участвовал в написании музыки для двух «олимпийских» документальных фильмов — «Молодёжь мира» и «Олимпия» Лени Рифеншталь.
Композитор еврейского происхождения Бернд Бергель после войны свидетельствовал, что Гроностай помогал ему в годы нацизма вплоть до его эмиграции в Палестину: Бергель писал музыкальные произведения, а Гроностай использовал эту музыку под своим именем («еврейская музыка» была запрещена) и передавал вырученные средства Бергелю. К плодам такого «сотрудничества» относится музыка Бергеля для берлинского радио, для фильмов «Веер леди Уиндермир» (1935), «Последние четверо из Санта-Крус» (1936) и «Отель «Савой» 217» (1936).
В 1930 г. Гроностай женился на еврейке Еве Шёнфельдт. В браке, незадолго до его смерти, родилась дочь Сильвия. Вальтер Гроностай неожиданно умер в 1937 г., после чего его жена и дочь бежали от нацизма в Австрию, где до конца Третьего рейха их скрывала семья знакомых.

## Музыка к фильмам
| - 1929: Sprengbagger 1010 - 1929: Alles dreht sich, alles bewegt sich - 1931: Europa Radio - 1933: Reifende Jugend - 1933: Туннель - 1934: Totes Wasser (Dood water) - 1934: Gorch Fock - 1935: Metall des Himmels - 1935: Glückspilze - 1935: Nacht der Verwandlung - 1935: Friesennot - 1935: Hände am Werk (Dokumentarfilm der Reichsleitung der NSDAP) - 1935: Kultur über dem Alltag (Werbefilm für die Nationalsozialistische Kulturgemeinde) | - 1936: Jugend der Welt - 1936: Rubber - 1936: Straßenmusik - 1936: Stadt Anatol - 1936: Олимпия - 1937: Die Kronzeugin - 1938: Der Katzensteg - 1938: Revolutionshochzeit |